# برایان گراهام کنی
برایان گراهام کنی (انگلیسی: Brian Kenny; ۱۸ ژوئن ۱۹۳۴ – ۱۹ ژوئن ۲۰۱۷) فرد نظامی اهل بریتانیا بود. وی همچنین برندهٔ جوایزی همچون نشان حمام و نشان امپراتوری بریتانیا شده‌است.